# Fins voetbalelftal in 2011
Het Fins voetbalelftal speelde in totaal tien interlands in het jaar 2011, waaronder zes wedstrijden in de kwalificatiereeks voor de EK-eindronde 2012 in Polen en Oekraïne. Finland eindigde als vierde in groep E en plaatste zich daardoor niet voor de eindronde. Nadat bondscoach Stuart Baxter eind 2010 aan de kant werd gezet, volgde in het voorjaar van 2011 de aanstelling van oud-international Mika-Matti Paatelainen als zijn vervanger. Olli Huttunen en Markku Kanerva hadden de honneurs waargenomen en zaten respectievelijk één (San Marino) en twee duels (België en Portugal) als interim-coach op de bank. Op de FIFA-wereldranglijst zakte Finland in 2011 van de 80ste (januari 2011) naar de 86ste plaats (december 2011).

## Balans
| Wedstrijden | Wedstrijden | Wedstrijden | Wedstrijden | Doelpunten | Doelpunten | Doelpunten | Punten |
| Gespeeld    | Winst       | Gelijk      | Verlies     | Voor       | Tegen      | Saldo      | Punten |
| ----------- | ----------- | ----------- | ----------- | ---------- | ---------- | ---------- | ------ |
| 10          | 3           | 2           | 5           | 10         | 15         | –5         | 0.800  |

## Interlands
|                                                                 |                 |       |                   |                                                                                      |
| 9 februari Vriendschappelijk № 714 «onderlinge duels» 19:30 uur | België          | 1 – 1 | Finland           | Jules Ottenstadion, Gent Toeschouwers: 12.800 Scheidsrechter: Cyril Zimmermann (SUI) |
| 9 februari Vriendschappelijk № 714 «onderlinge duels» 19:30 uur | Axel Witsel 61' |       | 90' Roni Porokara | Jules Ottenstadion, Gent Toeschouwers: 12.800 Scheidsrechter: Cyril Zimmermann (SUI) |

|                                                               |                                   |       |         |                                                                                     |
| 29 maart Vriendschappelijk № 715 «onderlinge duels» 20:45 uur | Portugal                          | 2 – 0 | Finland | Estádio Municipal, Aveiro Toeschouwers: 13.737 Scheidsrechter: Stephan Studer (SUI) |
| 29 maart Vriendschappelijk № 715 «onderlinge duels» 20:45 uur | Rúben Micael 10' Rúben Micael 71' |       |         | Estádio Municipal, Aveiro Toeschouwers: 13.737 Scheidsrechter: Stephan Studer (SUI) |

|                                                           |            |                     |         |                                                                                       |
| 3 juni EK-kwalificatie № 716 «onderlinge duels» 19:30 uur | San Marino | 0 – 1               | Finland | Stadio Olimpico, Serravalle Toeschouwers: 1.218 Scheidsrechter: Andrejs Sipailo (LAT) |
| 3 juni EK-kwalificatie № 716 «onderlinge duels» 19:30 uur |            | 41' Mikael Forssell |         | Stadio Olimpico, Serravalle Toeschouwers: 1.218 Scheidsrechter: Andrejs Sipailo (LAT) |

|                                                           | |       |         |                                                                                             |
| 7 juni EK-kwalificatie № 717 «onderlinge duels» 19:00 uur | Zweden                                                                                                  | 5 – 0 | Finland | Råsunda Fotbollstadion, Stockholm Toeschouwers: 32.128 Scheidsrechter: Antony Gautier (FRA) |
| 7 juni EK-kwalificatie № 717 «onderlinge duels» 19:00 uur | Kim Källström 12' Zlatan Ibrahimović 31' Zlatan Ibrahimović 35' Zlatan Ibrahimović 53' Emir Bajrami 83' |       |         | Råsunda Fotbollstadion, Stockholm Toeschouwers: 32.128 Scheidsrechter: Antony Gautier (FRA) |

|                                                                  |         |                                         |         |                                                                                     |
| 10 augustus Vriendschappelijk № 718 «onderlinge duels» 17:35 uur | Letland | 0 – 2                                   | Finland | Skonto Stadion, Riga Toeschouwers: 5.314 Scheidsrechter: Vladislav Bezborodov (RUS) |
| 10 augustus Vriendschappelijk № 718 «onderlinge duels» 17:35 uur |         | 58' Kasper Hämäläinen 88' Timo Furuholm |         | Skonto Stadion, Riga Toeschouwers: 5.314 Scheidsrechter: Vladislav Bezborodov (RUS) |

|                                                                |                                                                                       |       |                     |                                                                                      |
| 2 september EK-kwalificatie № 719 «onderlinge duels» 17:30 uur | Finland                                                                               | 4 – 1 | Moldavië            | Olympiastadion, Helsinki Toeschouwers: 9.056 Scheidsrechter: Anasatalios Kakos (GRE) |
| 2 september EK-kwalificatie № 719 «onderlinge duels» 17:30 uur | Kasper Hämäläinen 11' Kasper Hämäläinen 43' Mikael Forssell 52' Igor Armas 70' (e.d.) |       | 85' Serghei Alexeev | Olympiastadion, Helsinki Toeschouwers: 9.056 Scheidsrechter: Anasatalios Kakos (GRE) |

|                                                                |         |                                      |           |                                                                                  |
| 6 september EK-kwalificatie № 720 «onderlinge duels» 18:00 uur | Finland | 0 – 2                                | Nederland | Olympiastadion, Helsinki Toeschouwers: 21.580 Scheidsrechter: Manuel Gräfe (GER) |
| 6 september EK-kwalificatie № 720 «onderlinge duels» 18:00 uur |         | 29' Kevin Strootman 90' Luuk de Jong |           | Olympiastadion, Helsinki Toeschouwers: 21.580 Scheidsrechter: Manuel Gräfe (GER) |

|                                                              |                  |       |                                        |                                                                                      |
| 7 oktober EK-kwalificatie № 721 «onderlinge duels» 17:15 uur | Finland          | 1 – 2 | Zweden                                 | Olympiastadion, Helsinki Toeschouwers: 23.257 Scheidsrechter: Mark Clattenburg (ENG) |
| 7 oktober EK-kwalificatie № 721 «onderlinge duels» 17:15 uur | Joona Toivio 73' |       | 8' Sebastian Larsson 52' Martin Olsson | Olympiastadion, Helsinki Toeschouwers: 23.257 Scheidsrechter: Mark Clattenburg (ENG) |

|                                                               |           |       |         |                                                                                             |
| 11 oktober EK-kwalificatie № 722 «onderlinge duels» 19:00 uur | Hongarije | 0 – 0 | Finland | Ferenc Puskas Stadion, Boedapest Toeschouwers: 25.169 Scheidsrechter: Alberto Undiano (ESP) |
| 11 oktober EK-kwalificatie № 722 «onderlinge duels» 19:00 uur |           |       |         | Ferenc Puskas Stadion, Boedapest Toeschouwers: 25.169 Scheidsrechter: Alberto Undiano (ESP) |

|                                                        |                                       |       |                        |                                                                                         |
| 15 november Vriendschappelijk № 723 «onderlinge duels» | Denemarken                            | 2 – 1 | Finland                | Blue Water Arena, Esbjerg Toeschouwers: 14.300 Scheidsrechter: Kristinn Jakobsson (ISL) |
| 15 november Vriendschappelijk № 723 «onderlinge duels» | Daniel Agger 57' Nicklas Bendtner 59' |       | 18' Aleksej Jerjomenko | Blue Water Arena, Esbjerg Toeschouwers: 14.300 Scheidsrechter: Kristinn Jakobsson (ISL) |

## FIFA-wereldranglijst
| JAN | FEB | MAR | APR | MEI | JUN | JUL | AUG | SEP | OKT | NOV | DEC |
| --- | --- | --- | --- | --- | --- | --- | --- | --- | --- | --- | --- |
| 80  | 78  | 78  | 81  | 81  | 76  | 75  | 79  | 72  | 78  | 88  | 86  |

## Statistieken
| Lukáš Hrádecký      | 1989-11-24 | Esbjerg fB         | 6 | 1 | 0 | 8  | 0  |
| Otto Fredrikson     | 1981-11-30 | Spartak Naltsjik   | 3 | 0 | 0 | 13 | 0  |
| Anssi Jaakkola      | 1987-03-13 | Kilmarnock FC      | 1 | 0 | 0 | 1  | 0  |
| Verdediging         |            |                    |   |   |   |    |    |
| Niklas Moisander    | 1985-09-29 | AZ Alkmaar         | 9 | 0 | 0 | 25 | 1  |
| Jukka Raitala       | 1988-09-15 | CA Osasuna         | 7 | 1 | 0 | 10 | 0  |
| Joona Toivio        | 1988-03-10 | Djurgårdens IF     | 7 | 1 | 1 | 8  | 1  |
| Petri Pasanen       | 1980-09-24 | Red Bull Salzburg  | 5 | 0 | 0 | 67 | 0  |
| Markus Heikkinen    | 1978-10-13 | Rapid Wien         | 3 | 1 | 0 | 61 | 0  |
| Veli Lampi          | 1984-07-18 | Arsenal Kiev       | 3 | 1 | 0 | 26 | 0  |
| Markus Halsti       | 1984-03-19 | Malmö FF           | 1 | 1 | 0 | 6  | 0  |
| Ville Jalasto       | 1986-04-19 | Aalesunds FK       | 0 | 2 | 0 | 3  | 0  |
| Juhani Ojala        | 1989-06-19 | Young Boys         | 0 | 1 | 0 | 1  | 0  |
| Hannu Patronen      | 1984-05-23 | Helsingborgs IF    | 0 | 1 | 0 | 2  | 0  |
| Middenveld          |            |                    |   |   |   |    |    |
| Kasper Hämäläinen   | 1986-08-08 | Djurgårdens IF     | 9 | 0 | 3 | 20 | 5  |
| Roman Jerjomenko    | 1987-03-19 | Roebin Kazan       | 8 | 0 | 0 | 40 | 1  |
| Tim Sparv           | 1987-02-20 | FC Groningen       | 4 | 2 | 0 | 18 | 0  |
| Mika Väyrynen       | 1981-12-28 | Leeds United       | 5 | 3 | 0 | 56 | 5  |
| Aleksej Jerjomenko  | 1983-03-24 | Metalist Charkov   | 6 | 0 | 1 | 54 | 14 |
| Përparim Hetemaj    | 1986-12-12 | Chievo Verona      | 7 | 1 | 0 | 10 | 0  |
| Kari Arkivuo        | 1983-06-23 | BK Häcken          | 6 | 0 | 0 | 14 | 0  |
| Alexander Ring      | 1991-04-09 | HJK Helsinki       | 5 | 1 | 0 | 6  | 0  |
| Daniel Sjölund      | 1983-04-22 | Djurgårdens IF     | 2 | 3 | 0 | 31 | 1  |
| Riku Riski          | 1989-08-16 | Örebro SK          | 1 | 3 | 0 | 4  | 0  |
| Sebastian Mannström | 1988-10-29 | HJK Helsinki       | 0 | 2 | 0 | 2  | 0  |
| Mika Ojala          | 1988-06-21 | FC Inter Turku     | 0 | 1 | 0 | 2  | 0  |
| Aanval              |            |                    |   |   |   |    |    |
| Mikael Forssell     | 1981-03-15 | Leeds United       | 6 | 3 | 3 | 81 | 26 |
| Teemu Pukki         | 1990-03-29 | Schalke 04         | 4 | 2 | 0 | 9  | 0  |
| Mika Ääritalo       | 1985-07-25 | TPS Turku          | 1 | 2 | 0 | 4  | 0  |
| Berat Sadik         | 1986-09-14 | HJK Helsinki       | 1 | 1 | 0 | 6  | 0  |
| Timo Furuholm       | 1987-10-11 | FC Inter Turku     | 0 | 4 | 1 | 5  | 1  |
| Roni Porokara       | 1983-12-12 | Germinal Beerschot | 0 | 2 | 1 | 20 | 5  |
| Ilja Venäläinen     | 1980-09-27 | KuPS Kuopio        | 0 | 1 | 0 | 1  | 0  |